# Coeliccia chromothorax
Coeliccia chromothorax är en trollsländeart som först beskrevs av Selys 1891.  Coeliccia chromothorax ingår i släktet Coeliccia och familjen flodflicksländor. IUCN kategoriserar arten globalt som livskraftig. Inga underarter finns listade i Catalogue of Life.